# Ретинопатія

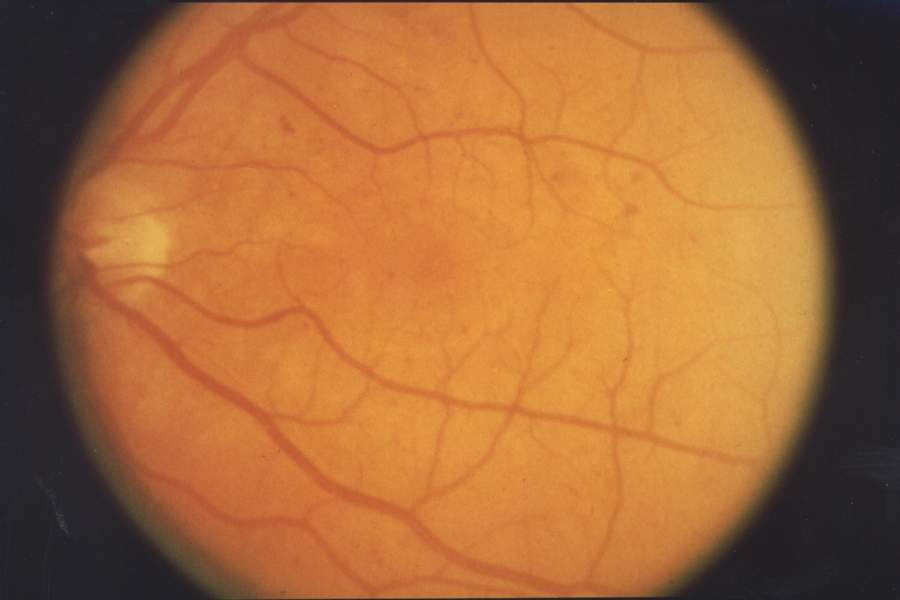
У разі фонової ретинопатії, і незначному погіршенні дрібних кровоносних судин сітківки, частини судин можуть набрякати та пропускати рідину в навколишню тканину сітківки.

Ретинопатія – будь-яке ураження сітківки ока, яке може призвести до погіршення зору.
Ретинопатія часто стосується судинних захворювань сітківки або пошкодження сітківки, спричиненого порушеним кровотоком. Вікова дегенерація жовтої плями, технічно залучається під загальний термін ретинопатія, але часто обговорюється як окрема сутність. Ретинопатію, або захворювання судин сітківки, можна розділити на проліферативні та непроліферативні типи. Часто ретинопатія є очним проявом системного захворювання, яке спостерігається при діабеті або гіпертонії. Діабет був найпоширенішою причиною ретинопатії, наприклад, у США станом на 2008 рік. Діабетична ретинопатія є основною причиною сліпоти у людей працездатного віку. На її частку припадає близько 5% випадків сліпоти в усьому світі, і Всесвітня організація охорони здоров’я визнала її провідним захворюванням очей.

## Ознаки та симптоми
Багато людей часто не мають симптомів на дуже пізньому відрізку перебігу хвороби. У пацієнтів часто виникають симптоми, коли вже є незворотне пошкодження. Симптоми зазвичай не болючі та можуть охоплювати:
- Крововилив у склисте тіло

- Плавальні предмети або невеликі крихти, що плинуть у полі зору

- Зниження гостроти зору

- «Спускання завіси» на очі

## Патофізіологія
Розвиток ретинопатії можна поділити на проліферативний і непроліферативний типи. Обидва види викликають захворювання, змінюючи здоровий кровотік до сітківки через різні механізми. Сітківка постачається кров'ю гілками дрібних судин від центральної артерії сітківки. Проліферативна ретинопатія стосується пошкодження, спричиненого незвичним збільшенням кількості кровоносних судин. Зазвичай, ангіогенез є природною частиною зростання та утворення тканин. Коли є надзвичайно висока/ий швидкість або ступінь ангіогенезу, відбувається надмірне зростання кровоносних судин, що називається неоваскуляризацією. У разі непроліферативного типу, неприродний кровотік до сітківки виникає внаслідок прямого пошкодження або неузгодженості самих кровоносних судин. Багато причин ретинопатії можуть спричиняти як проліферативні, так і непроліферативні види ретинопатії, хоча деякі причини більше пов’язані з одним типом.

### Непроліферативна ретинопатія
Непроліферативна ретинопатія часто спричинена прямим ушкодженням або ремоделюванням дрібних кровоносних судин, що живлять сітківку. Поширеними причинами непроліферативного ураження є гіпертонічна ретинопатія, ретинопатія недоношених, радіаційна ретинопатія, сонячна ретинопатія, серпоподібно-клітинна ретинопатія та анемічна ретинопатія (зокрема вторинна ретинопатія внаслідок нестачі вітаміну B12).
Існує три основні механізми пошкодження під час непроліферативної ретинопатії: ушкодження або ремоделювання кровоносних судин, пряме пошкодження сітківки або обтурація кровоносних судин. Перший механізм — це непряме ушкодження шляхом зміни кровоносних судин, які живлять сітківку. У разі гіпертонії високий тиск у системі викликає потовщення стінок артерії, що насправді зменшує кількість крові, котра припливає до сітківки. Це зменшення потоку викликає ішемію тканин, що призводить до пошкодження. Атеросклероз, або затвердіння і звуження кровоносних судин, також зменшує потік крові до сітківки. Другим механізмом є пряме ушкодження сітківки ока, зазвичай викликане вільними радикалами, що спричинює окисне пошкодження самої сітківки. Радіаційна, сонячна ретинопатія та ретинопатія недоношених, підпадають під цю категорію. Третім поширеним механізмом є оклюзія кровотоку. Це може бути спричинено або фізичним закупоренням судин гілок артерії сітківки, або наслідком звуження артерій. Знову ж таки, у підсумку зменшується приплив крові до сітківки, що спричинює пошкодження тканини. Серпоподібно-клітинна анемія порушує кровообіг, спричиняючи застій або згущення крові та її повільну течію крізь артерії сітківки. Інші розлади, які викликають синдром надмірної в'язкості, також можуть викликати скупчення крові. Нарешті, тромби або тромбоз центральної артерії безпосередньо перекривають потік до сітківки, викликаючи загибель клітин.

### Проліферативна ретинопатія

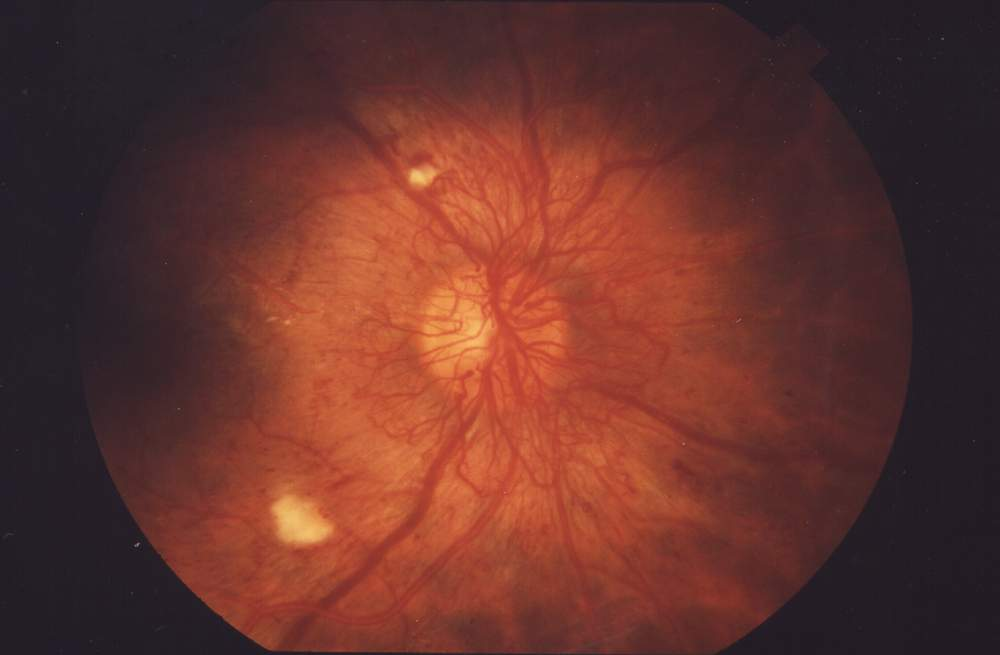
Проліферативна ретинопатія під час обстеження

Проліферативна ретинопатія, є підсумком неприродного кровотоку до сітківки внаслідок розростання кровоносних судин або неоваскуляризації. Ці кровоносні судини які патологічно розрослися, часто крихкі, слабкі та неефективні для перфузії тканин сітківки. Ці слабкі, крихкі судини також часто проникні, дозволяючи рідинам, білкам та іншому сміттю вимиватися в сітківку. Вони також схильні до крововиливів через слабку міцність. Це робить проліферативні типи ретинопатії більш ризикованими, оскільки судинні крововиливи часто призводять до втрати зору та сліпоти. Багато з причин, згаданих стосовно непроліферативної ретинопатії, можуть також спричинити проліферативну ретинопатію на пізніх стадіях. Ангіогенез і неоваскуляризація, здебільшого, є пізнішим проявом непроліферативної ретинопатії. Багато типів непроліферативних ретинопатій призводять до ішемії тканин або прямого пошкодження сітківки. Організм відповідає, намагаючись збільшити приплив крові до пошкоджених тканин сітківки. Цукровий діабет, який викликає діабетичну ретинопатію, є найпоширенішою причиною проліферативної ретинопатії у світі.

### Інші причини
Генетичні мутації є рідкісними причинами певних ретинопатій і зазвичай є пов'язаними з Х-хромосомами, зокрема сімейство генів NDP, що викликають хворобу Норрі, FEVR та хворобу Коутса серед інших. З’являються докази того, що у пацієнтів, у яких розвивається ретинопатія недоношених і діабетична ретинопатія, може бути генетична схильність. Травма, особливо голови, і деякі захворювання можуть спричинити ретинопатію Пурчера. Фізичні навантаження, як-от підняття тягарів і аеробні вправи, кашель, чхання, напруження при стільці, блювота, статевий акт, надування кульок, гра на духових музичних інструментах, серцево-легенева реанімація або компресійні травми, можуть спричинити ретинопатію Вальсальви.

## Лікування
Лікування залежить від причини ретинопатії та може передбачати лазерну терапію сітківки. Лазерна фотокоагуляція є узвичаєним методом лікування багатьох типів ретинопатії. Докази показують, що лазерна терапія загалом безпечна та покращує зорові симптоми у разі серпоподібно-клітинної та діабетичної ретинопатії. Останніми роками виявилося багатообіцяльним націлювання на шлях, що контролює ріст судин або ангіогенез. Судинний ендотеліальний фактор росту (VEGF), очевидно, відіграє життєво важливу роль у сприянні неоваскуляризації. Використовуючи препарати проти VEGF (антитіла для секвестрації фактора росту), дослідження показали значне зменшення ступеня розростання судин. Докази низької якості підтверджують використання антитіл проти VEGF, як-от бевацизумаб або пегаптаніб, які, схоже, покращують результати від застосування поєднано з лазерною терапією для лікування ретинопатії недоношених, однак довгострокові системні ефекти невідомі. З доказами для лікування діабетичної ретинопатії, справи гірше. Використання препаратів проти VEGF не покращує результати порівняно зі стандартною лазерною терапією діабетичної ретинопатії.